# Клеточное распознавание питательных веществ
Клеточное распознавание питательных веществ — способность клетки распознавать и реагировать на питательные вещества (или нутриенты, такие, как глюкоза). Каждый тип нутриентов требует особых способов обхождения и транспортных молекул, таких как энзимы и кофакторы. В целях сохранения ресурсов, клетка производит лишь те молекулы, которые ей необходимы на данный момент. Объём и тип веществ, доступных клетке, предопределяет тип энзимов, которые ей понадобятся для чтения информации из генома. Рецепторы на поверхности клеточной мембраны настроены на активацию в присутствии особых молекул, сообщающихся с клеточным ядром посредством каскада реакций. Пищевые рецепторы изначально настроены на распознавание питательных веществ, тогда как прочие рецепторы (например, инсулина, лептина) обладают более широким спектром действия и выполняют и другие задачи. Таким образом клетка узнаёт о доступном нутриенте и готовится к выработке лишь тех молекул, что потребуются для его сопровождения.

## Распознавание питательных веществ в клетках млекопитающих
Быстрый и успешный ответ на нарушения уровня питательных веществ имеет решающее значение для выживания организмов — от простейших до человека. Вследствие этого, клетки развили множество приёмов молекулярного распознавания, способных при необходимости быстро регулировать экспрессию генов и модификацию белков.
Рост клетки регулируется за счёт согласованной обработки внеклеточных питательных веществ и внутриклеточных концентраций метаболитов. АМФ-активируемая протеинкиназа и белковый комплекс mTORC1 являются важнейшими молекулами для определения уровней клеточной энергии и питательных веществ, соответственно.
- Взаимодействие питательных веществ, метаболитов, экспрессии генов и модификации белков способствует управлению ростом клетки как на внешне-, так и на внутриклеточном уровнях.

Живые клетки используют аденозинтрифосфат (АТФ) как наиболее важный непосредственный источник энергии. Гидролиз АТФ до аденозиндифосфата (АДФ) (или аденозинмонофосфата (АМФ) и пирофосфата) предоставляет энергию для большинства жизненных процессов. Отношение аденозинтрифосфата к АДФ и АМФ является показателем уровня клеточной энергии и тщательно контролируется клеткой. В клетках ядерных АМФ-активируемая протеинкиназа (АМФК) служит как ключевой датчик клеточной энергии и основной регулятор метаболизма при  поддержании энергетического гомеостаза.

## Распознавание питательных веществ и эпигенетика
Распознавание питательных веществ и оповещение о нутриентах выступают ключевым регулятором эпигенетического аппарата при раке. При недостатке глюкозы, АМФК активирует аргинин-метилтрансферазу
CARM1 и способствует гиперметилированию гистона H3 (H3R17me2), вызывая усиленную аутофагию. Кроме того, O-ацетилглюкозаминтрансфераза OGT (O-GlcNAc) сообщает о доступности глюкозы метилцитозин-диоксигеназе TET3 и ингибирует последний, уменьшая активность его диоксигеназы и ускоряя его ядерный экспорт. Известно также, что OGT может непосредственно изменять гистоны при помощи O-GlcNAc. Подобные наблюдения свидетельствуют о том, что основной целью оповещения о питательных веществах могут быть эпигенетические энзимы — для управления эпигенетическими изменениями.

## Регуляция роста тканей
Распознавание питательных веществ служит одним из важнейших регуляторов роста тканей. Главным медиатором клеточного распознавания нутриентов является мишень рапамицина у млекопитающих (TOR). TOR получает сведения об уровне клеточных энергии и аминокислот и направляет ход процессов, участвующих в росте клетки, таких, как синтез белков и аутофагия. Инсулиноподобное оповещение — основной способ системного распознавания питательных веществ и выполняет свои функции по управлению ростом [тканей] преимущественно при помощи протеинкиназ. Другие гормональные механизмы также участвуют в контроле над ростом посредством изменения активности инсулиноподобного оповещения.

## Распознавание питательных веществ в клетках растений
Высшие растения требуют различных питательных веществ для завершения своего жизненного цикла. Минералы, главным образом, усваиваются корнями из ризосферы, после чего распределяются по надземным частям растения.
Бо́льшую часть питательных веществ растения вбирают в себя корнями 
из почвы. Хотя они и не могут самостоятельно перемещаться к новому месту обитания при неблагоприятных обстоятельствах [истощении почв], растения могут изменить своё развитие и направить рост корней к более плодородным участкам. Подобным образом они получают доступ к питательным веществам извне, таким, как азот, и сочетают распознавание нутриентов с приспособлением к условиям среды.

### Типы нутриентов у растений
Калий (K+) и фосфор (P+) являются важными макронутриентами для сельскохозяйственных культур, хотя посевы нередко страдают от нехватки обоих веществ в почве. Очень немного известно о том, как растения ощущают колебания в концентрациях K+ и P+, и какие физиологические и метаболические приспособления служат подобному распознаванию на уровне организма. Меньшие количества других элементов (микронутриентов) также важны для выращивания полезных культур. Все эти вещества служат для нормального развития растений и недостаток даже одного из них может привести к замедлению роста, уязвимости к болезням и даже гибели посевов. Эти микроэлементы, как и CO2, и энергия солнца, требуются растениям на протяжении их жизни.

### Распознавание азота
Азот — одно из важнейших веществ для развития и роста всех сельскохозяйственных культур, поэтому его распознавание и отклик на последнее со стороны растений становится для них жизненно необходимым. Растения получают азот из земли в форме аммиака или нитрата. В почвах с низким содержанием кислорода, аммиак является основным источником азота, при этом, токсичность вещества тщательно контролируется так называемыми «транспортёрами аммиака» (АМТ). Установлено, что этот метаболит, как и ряд других (глутамат, глутамин), действует в качестве сигнала о низком уровне азота, управляя транскрипцией гена — транспортёра азота. NRT1.1, также известный как CHL1, — трансцептор азота (т.е. его транспортёр и рецептор), обнаруженный на клеточной мембране растений. Это трансцептор как с высокой, так и с низкой степенью связывания, способный распознавать различные концентрации азота. Выявлено, что нитрат также может служить сигналом для растений, поскольку мутанты с нарушениями метаболизма, всё же, способны распознавать ион. Например, многие культуры показывают увеличение числа генов, регулируемых нитратами, в условиях низкого содержания данных солей, и, напротив, последовательную мРНК-транскрипцию таких генов на почвах, богатых нитратами. Это свидетельствует о возможности 
растений распознавать концентрации нитратов в почве в отсутствие продуктов метаболизма последних.

### Распознавание калия
Калий (K+) — одно из основных питательных веществ для растений. Будучи наиболее распространённым катионом, калий, в то же время, встречается в почве в незначительных количествах. Растения поглощают его из почвы через каналы, расположенные на клеточной мембране корневых клеток. В отличие от других питательных веществ, таких, как нитрат и нашатырный спирт, калий не перерабатывается в органику, но служит в качестве основного осмотика.

## Управление питанием со стороны ЦНС и ЖКТ
Соблюдение равновесия между запасённой энергией и потреблением пищи необходимо для того, чтобы тело располагало достаточными запасами для поддержания [привычного] образа жизни. Нарушение его приводит к тучности и сопутствующим проблемам со здоровьем.